# Harwood (Dakota del Nord)
Harwood è un centro abitato (city) degli Stati Uniti d'America, situato nella Contea di Cass nello Stato del Dakota del Nord. Nel censimento del 2000 la popolazione era di 607 abitanti. La città è stata fondata nel 1881.

## Geografia fisica
Secondo i rilevamenti dell'United States Census Bureau, la località di Harwood si estende su una superficie di 3,00 km², tutti occupati da terre.

## Popolazione
Secondo il censimento del 2000, a Harwood vivevano 607 persone, ed erano presenti 174 gruppi familiari. La densità di popolazione era di 202 ab./km². Nel territorio comunale si trovavano 201 unità edificate. Per quanto riguarda la composizione etnica degli abitanti, il 99,01% era bianco, lo 0,33% apparteneva ad altre razze e lo 0,66% apparteneva a due o più razze. La popolazione di ogni razza ispanica corrispondeva allo 0,66% degli abitanti.
Per quanto riguarda la suddivisione della popolazione in fasce d'età, il 33,8% era al di sotto dei 18, il 4,9% fra i 18 e i 24, il 32,8% fra i 25 e i 44, il 25,7% fra i 45 e i 64, mentre infine il 2,8% era al di sopra dei 65 anni di età. L'età media della popolazione era di 34 anni. Per ogni 100 donne residenti vivevano 105,8 maschi.